# Olli Dittrich

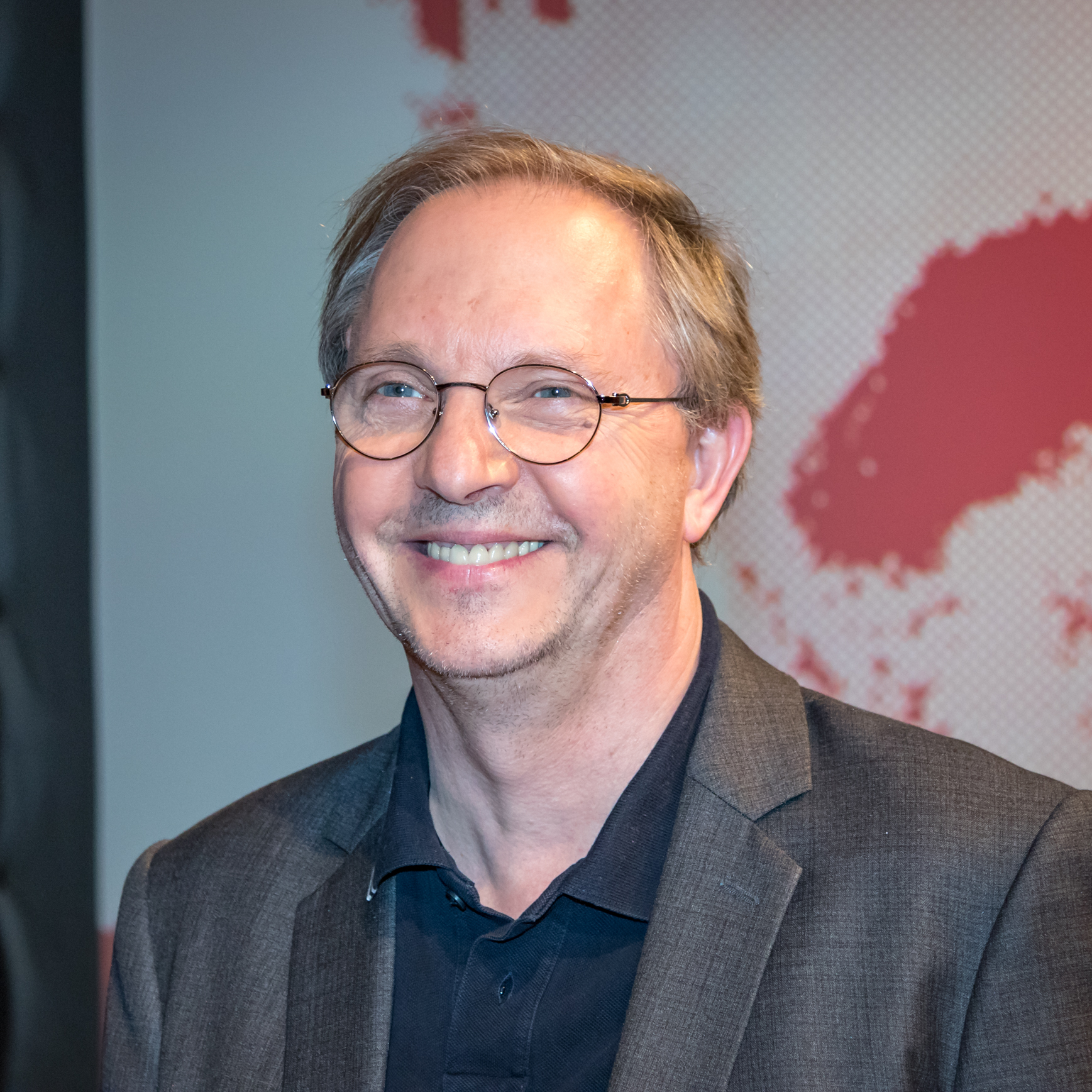
Olli Dittrich im Juli 2017

Oliver Michael „Olli“ Dittrich (* 20. November 1956 in Offenbach am Main) ist ein deutscher Schauspieler, Komiker, Komponist und Musiker. Bekannt sind seine vielfach prämierten Parodien prominenter Persönlichkeiten und Darstellungen von Kunstfiguren. Einem breiten Publikum wurde Dittrich durch die Comedy-Sendung RTL Samstag Nacht bekannt, deren Ensemble er von 1993 bis 1998 angehörte. Popularität erlangte er dort vor allem durch seine Zusammenarbeit mit Wigald Boning in der mit dem Adolf-Grimme-Preis 1995 ausgezeichneten Interview-Persiflage Zwei Stühle – eine Meinung sowie als musikalisches Nonsens-Duo Die Doofen, das mit der Single Mief! (Nimm mich jetzt, auch wenn ich stinke!) und dem Album Lieder, die die Welt nicht braucht im Jahr 1995 die Spitze der Charts erreichte und alle wichtigen deutschen Musik- und Medienpreise erhielt.
Mit Olli, Tiere, Sensationen und Blind Date präsentierte Dittrich zu Beginn der 2000er Jahre seine ersten eigenen Sendereihen. Anhaltenden Erfolg verzeichnete er mit dem Improvisationskammerspiel Dittsche, das von 2004 bis 2021 im WDR Fernsehen ausgestrahlt wurde. Die gleichnamige Figur eines arbeitslosen, biertrinkenden Imbissbuden-Philosophen aus Hamburg, der in seinem Bademantel über das Leben und die Welt schwadroniert, entwickelte sich zu seiner bekanntesten Figur. Seit den 2010er Jahren produziert er zudem jedes Jahr eine Mockumentary, die um Weihnachten in der ARD ausgestrahlt wird.

## Biografie

### Jugend und musikalische Anfänge
Olli Dittrich wurde als zweiter von drei Söhnen des Journalisten Kurt Dittrich und der Malerin und Modezeichnerin Gisela Dittrich geboren. Bis zu seinem 3. Lebensjahr lebte er in Offenbach am Main, danach zog die Familie nach Hamburg. Zunächst vier Jahre im Stadtteil Niendorf wohnhaft, verbrachte Olli Dittrich den Rest seiner Kindheit in Hamburg-Langenhorn. Sein Vater war unter anderem in der Chefredaktion der Welt am Sonntag und der Berliner Morgenpost tätig. In den 1980er Jahren leitete er zudem die Journalistenschule des Axel-Springer-Verlags.
Olli Dittrich besuchte zunächst die Suederschule Langenhorn und wechselte im weiteren Verlauf auf das Gymnasium Alstertal. Infolge schlechter Zensuren wiederholte er zwei Klassen und wurde in Klasse 9 auf die Realschule Eschenweg versetzt. Dort erlangte er 1975 die Mittlere Reife. In seiner Jugend betrieb Olli Dittrich Leistungssport und war Außenstürmer beim TuS Alstertal. Nachdem er zunächst Gitarren- und Schlagzeugunterricht erhielt, erlernte er von Ulf Krüger, Gründungsmitglied der Hamburger Jazz-Pop-Gruppe Leinemann, das Rhythmusinstrument Waschbrett zu spielen. Im Alter von 16 Jahren gründete Dittrich die Skiffle-Band Abbey Tavern Skiffle Company, mit der er vier Jahre lang musikalisch aktiv war und in Hamburger Clubs auftrat, darunter in der Fabrik und im Onkel Pö. 1977 veröffentlichte er seine von Ulf Krüger produzierte und dem Schlagergenre zuzuordnende Debütsingle Ich bin 18. Im selben Jahr erschien unter dem Künstlernamen Die Affenbande eine von Dittrich verfasste Version des Kinderlieds Wer hat die Kokosnuss geklaut?
Nach Beendigung der Schullaufbahn ließ sich Olli Dittrich von 1975 bis 1978 an der Hamburgischen Staatsoper zum Theatermaler ausbilden. Im Anschluss war er sieben Jahre in der Plattenfirma Polydor tätig, in der er sich vom Packer zum Produktmanager emporarbeitete. Parallel dazu versuchte er sich weiter auf musikalischem Gebiet zu entfalten und publizierte 1982 mit seiner Gruppe Der kleine Olmidi und seine Freunde eine Sequencerversion des Titellieds zur Fernsehserie Flipper. Auf dem Album Tokyo Twist des Synthie-Pop-Trios Tone Band war er zudem als Komponist, Gastsänger und Coverzeichner beteiligt. 1985 gab er seine Anstellung in der Plattenfirma auf und geriet in die Arbeitslosigkeit. Mehrere Jahre am Rande des Existenzminimums lebend, schrieb er in dieser Zeit etwa 250 Lieder, unter anderem für James Last, Annette Humpe und Die Prinzen. 1989 nahm er unter dem Künstlernamen TIM sein erstes eigenes Album mit dem Titel Modern Guy auf. Das von Udo Arndt produzierte Debüt mit Gastmusikern wie Peter Weihe und Curt Cress blieb mit etwa 300 verkauften Exemplaren jedoch kommerziell erfolglos. In Edinburgh und London entstand im November 1989 ein Videoclip zur einzigen Single-Auskopplung Happy New Year, produziert von der Londoner Firma Limelight/The Unit, die u. a. Peter Gabriels Sledgehammer hergestellt hat. Dittrich arbeitete hier mit dem australischen Regisseur Jeff Skinner sowie dem damals noch weitgehend unbekannten Kameramann John Mathieson zusammen.
In Hamburger Schlagerbands wie Tina und die Caprifischer und Susis Schlagersextett war Dittrich als Sänger, Percussionist, Keyboarder und Conférencier tätig. Gemeinsam bestritten sie jährlich etwa 150 Shows. Mit Stephan Zacharias am Bass und Jon Flemming Olsen an der E-Gitarre trat Dittrich ab 1992 auch als Schlagzeuger in der Beatles-Revival-Band Die Bietels auf.

### Film und Fernsehen

#### 1990er Jahre – Durchbruch als Komiker mit RTL Samstag Nacht

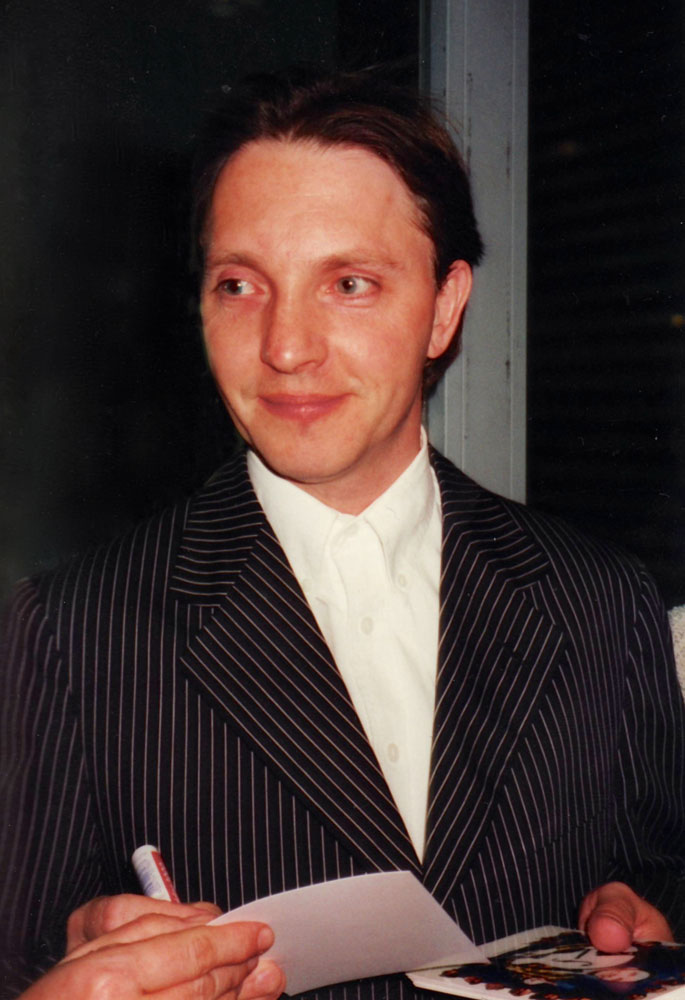
Olli Dittrich nach einer Aufzeichnung von RTL Samstag Nacht

Über Ulf Krüger lernte Dittrich 1991 den Komiker Wigald Boning kennen. Für die täglich auf Premiere ausgestrahlte Kolumne Bonings Bonbons drehte das Duo daraufhin rund 100 gemeinsame Spots. Als Wigald Boning und Die Doofen veröffentlichten sie 1992 das Album Langspielplatte sowie die Singles Fiep, Fiep, Fiep und Ich bin ganz aus Lakritz gemacht, die jedoch keine Chartplatzierungen erzielten. Im selben Jahr trat Dittrich im neu gegründeten Hamburger Quatsch Comedy Club auf und verkörperte auf der Bühne erstmals seine selbst erdachte Figur Dittsche, die er im Laufe der Jahre weiterentwickelte.
Bundesweite Bekanntheit erlangte Dittrich durch die unter anderem mit dem Bayerischen Fernsehpreis ausgezeichnete Comedy-Sendung RTL Samstag Nacht, deren Ensemble er in insgesamt 158 Ausgaben von November 1993 bis Mai 1998 angehörte. Inspiriert durch die von Heino Jaeger interpretierte Sportreportage Einmarsch der Nationen berichtete Dittrich in seiner Rubrik Neues vom Spocht in Form von Wortspielen über fiktive Sportmeldungen, die jedoch häufig einen Bezug zu real existierenden Profisportlern aufwiesen. Darüber hinaus verulkte er Filmklassiker in seiner Kinorubrik Olliwood und parodierte wiederkehrend Fernsehmoderator Jean Pütz mit dessen alltagswissenschaftlicher Informations-Sendereihe Hobbythek. In den Sketchreihen Kentucky schreit ficken und Senen einer Zehe, die ihren Wortwitz aus Spoonerismen bezogen, war er regelmäßiger Darsteller als Kunde und Ehemann. An Popularität gewann Dittrich jedoch vor allem durch die Interview-Persiflage Zwei Stühle – eine Meinung, die mit zahlreichen Ausgaben einen festen Bestandteil der Sendung bildete. Im Rahmen der Gesprächsrunde, in der Wigald Boning als Moderator fungierte, stellte sich Dittrich dessen wochenaktuellen Fragen, indem er in nahezu täuschend echten Masken und Kostümen prominente Personen wie Automobilrennfahrer Michael Schumacher, Tennisspieler Boris Becker, Erotik-Unternehmerin Beate Uhse, Opernsänger Luciano Pavarotti oder Musikproduzent Dieter Bohlen parodierte. Zudem entstanden Kunstfiguren wie der aus Hamburg-St. Pauli stammende Zuhälter Mike Hansen, der intellektuell eingeschränkte Boxer Butsche Roni, der Zigarillo rauchende Kunst- und Kulturkritiker Hajo Schröter-Naumann, der tuntige Modeschöpfer Jaques Gelee oder der überschwänglich gut gelaunte Skilehrer Gigi Hofleitner. Für ihre Darstellung erhielt das Duo im Jahr 1995 den Adolf-Grimme-Preis. Dittrich schrieb den Großteil seiner Gags selbst.

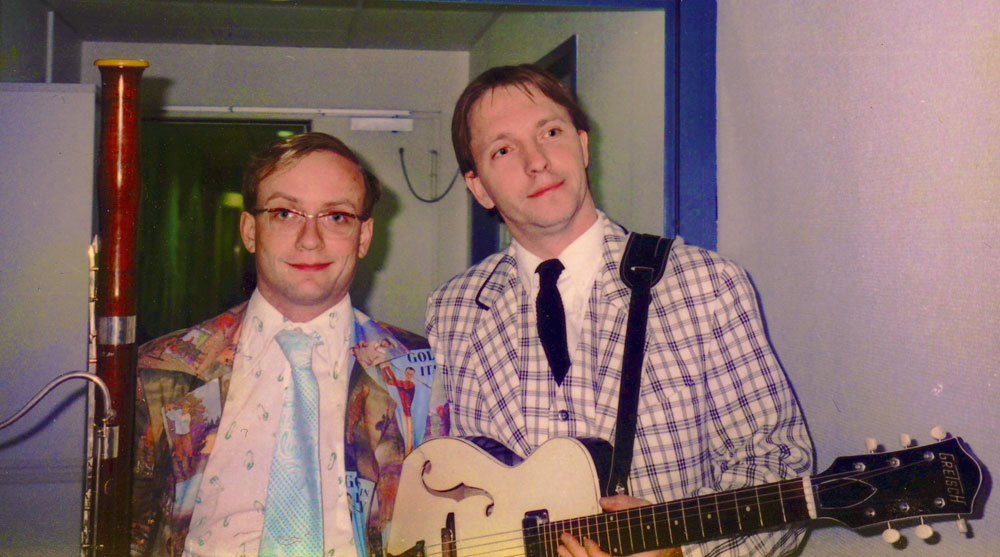
Wigald Boning (links) und Olli Dittrich (rechts) als Die Doofen (1996)

Nach musikalischen Auftritten bei RTL Samstag Nacht schlossen sich Boning und Dittrich erneut als Nonsens-Gruppe Die Doofen zusammen. Es folgten die Veröffentlichung der Single Mief! (Nimm mich jetzt, auch wenn ich stinke!) und des Albums Lieder, die die Welt nicht braucht, mit denen das Duo im Sommer 1995 die Spitzenposition der Charts erreichte. Im selben Jahr traten sie neben Van Halen und Slash’s Snakepit im Vorprogramm der Stadion-Tournee von Bon Jovi auf. 1996 publizierten sie ihr zweites Album Melodien für Melonen und die Single-Auskopplungen Prinzessin de Bahia Tropical, Zicke Zack Tsatsiki und Lach doch mal. Insgesamt verkauften Die Doofen in Deutschland, Österreich und der Schweiz ca. 1,5 Mio. Tonträger. Anlässlich ihres Erfolges wurden sie mit den wichtigsten deutschen Musik- und Medienpreisen ausgezeichnet, darunter dem Echo, der Goldenen Stimmgabel und dem Bambi.
Nach dem Ende von RTL Samstag Nacht wirkte Dittrich in Markus Imbodens Filmkomödie Frau Rettich, die Czerni und ich (1998) mit. Kurz darauf übernahm er die Rolle von Redakteur Wollner in Helmut Dietls Komödie Late Show (1998). Von Oktober 1998 bis März 2001 war Dittrich als Moderator der Außenwette bei der ZDF-Samstagabendshow Wetten, dass..? engagiert. Zudem verkörperte er in kurzen Einspielern den fiktiven Zuschauer Karl-Heinz Brinkmann, der absurde Wettangebote unterbreitete und diese auch sofort umzusetzen versuchte. Anlässlich der letzten Ausgaben mit Thomas Gottschalk im Oktober und Dezember 2011 stellte sich Olli Dittrich noch zwei weitere Male als Moderator der Außenwette zur Verfügung.

#### 2000er Jahre – Festigung als Improvisations- und Verwandlungskünstler

##### Olli, Tiere, Sensationen
Mit Olli, Tiere, Sensationen lief von März 2000 bis Mai 2001 im ZDF Dittrichs erste eigene Sendung an, in der er sich auf Alltagsbeobachtungen konzentrierte und in Prominente und Kunstfiguren verwandelte. Häufige Szenenpartnerin war Mona Sharma. Während Charaktere wie Mike Hansen, Butsche Roni und Hajo Schröter-Naumann bereits aus Dittrichs Auftritten in RTL Samstag Nacht bekannt waren, wurde hier erstmals Dittsche der breiten Öffentlichkeit vorgestellt. Im Gegensatz zur Dittsche-Sendereihe dauerten die Clips jedoch nur wenige Minuten und behandelten statt tagespolitischer Themen eher Fragen der Art, ob Kartoffelbrei mit dem Löffel oder der Gabel gegessen werden sollte. Ab der zweiten Staffel wurden die Folgen vor Publikum aufgezeichnet und erste Blind-Date-Folgen gezeigt, ebenfalls nur wenige Minuten lang. Die Sendung hielt kein Drehbuch vor, viele Szenen waren improvisiert. Weil sie die Quotenvorgabe nicht erreichte, wurde die Produktion nach zwei Staffeln mit insgesamt sechzehn Folgen eingestellt.

##### Blind Date
Gemeinsam mit Anke Engelke trat Dittrich ab dem Jahr 2000 in lockerer Reihenfolge in der ZDF-Fernsehspielreihe Blind Date auf, die eine neue Erzählform des Films präsentierte: Zwei Darsteller treffen ohne vorheriges Drehbuch oder Kenntnis über die Rolle des Anderen aufeinander. Es entstanden die Episoden Blind Date 1 (2001), Taxi nach Schweinau (2002), Der fünfbeinige Elefant (2003), London-Moabit (2004) und Blaues Wunder (2005). 2003 erhielten Dittrich und Engelke den Grimme-Preis in Gold. Mit dem Ziel, neuen Wind in ihre Idee zu bringen, begegneten sich in „Tanzen Verboten“ (2006) zum ersten Mal zwei Figuren, die sich kennen. Das Konzept ohne Drehbuch und Absprachen blieb erhalten. Dieser sechste Teil blieb bislang der letzte.
In der für das Kino konzipierten Edgar-Wallace-Film-Parodie Der WiXXer übernahm Olli Dittrich 2004 die Rolle des ostdeutschen Touristen Dieter Dubinsky. Aufmerksamkeit erregte seine Besetzung als Reichsminister Joseph Goebbels in Jo Baiers Film Stauffenberg (2004). Die Vorstellung, dass ein Komödiant einen der einflussreichsten Politiker aus der Zeit des Nationalsozialismus verkörpern sollte, löste im Vorfeld Unbehagen aus. Seine Darstellung wurde von Kritikern jedoch als „hervorragend“ bewertet.

##### Dittsche – Das wirklich wahre Leben

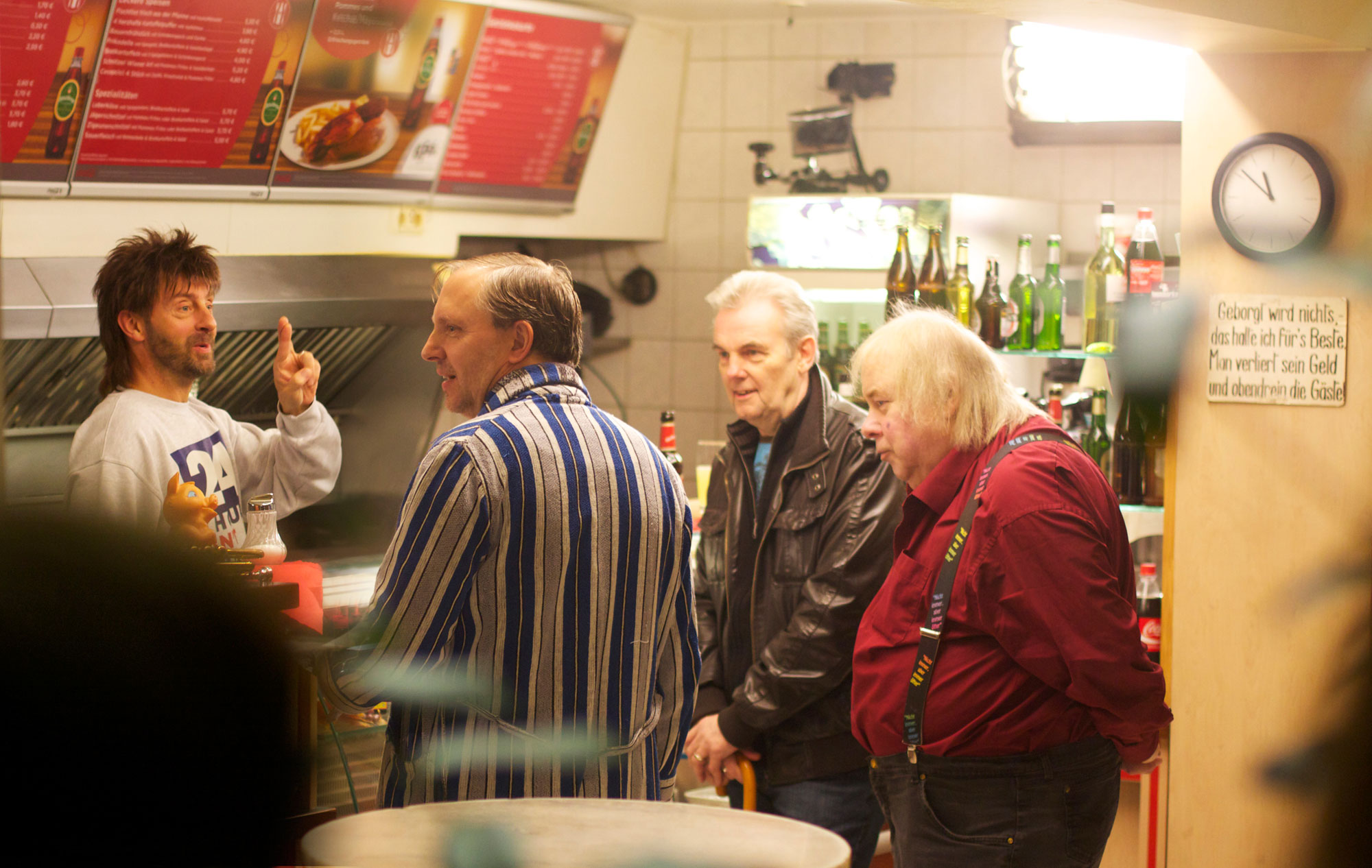
Von links nach rechts: Jon Flemming Olsen, Olli Dittrich als Dittsche, Knut Hartmann und Franz Jarnach, 2012

Langanhaltenden Erfolg verzeichnete Dittrich mit der vom Februar 2004 bis zum April 2021 im WDR Fernsehen ausgestrahlten Sendereihe Dittsche – das wirklich wahre Leben. Das improvisierte tragikomische Kammerspiel mit Jon Flemming Olsen als Wirt Ingo und bis Anfang 2017 Franz Jarnach († 2017) alias Mr. Piggi als fast stummer Stammgast „Schildkröte“ umfasst 30 Staffeln und wurde live aus einem Imbiss im Eppendorfer Weg 172 in Hamburg-Hoheluft-West gesendet. Olli Dittrich verkörperte dabei den arbeitslosen, biertrinkenden Thekenphilosophen Dittsche, der in Bademantel bekleidet über Gott und die Welt, das Leben, seine Nachbarn und die BILD-Zeitung schwadronierte. Hierbei lieferten tatsächliche, aktuelle Geschehnisse und Prominente der Woche – sogenannte „Titanen“ – die Vorlagen. Das Geschehen wurde von sechs festinstallierten Kameras beobachtet, die von einem Rechner per Zufall geschnitten wurden. Als Überraschungsgäste traten zahlreiche prominente Persönlichkeiten auf, darunter Thomas Gottschalk als Küchen-Aushilfe, Rudi Carrell, Günther Jauch, Uwe Seeler, Marius Müller-Westernhagen und Hamburgs Erster Bürgermeister Olaf Scholz. 2004 wurde das Format mit dem Deutschen Fernsehpreis und 2005 mit dem Grimme-Preis in Gold ausgezeichnet. In der Kategorie Beste Unterhaltung erhielt Dittrich zudem die Goldene Kamera 2009.

##### Beckenbauer-Parodie und Media-Markt-Spots
In Anlehnung an das ZDF-Format Was nun, …? strahlte Das Erste im Dezember 2006 den WM-Rückblick Was tun, Herr Beckenbauer in der Harald-Schmidt-Show aus. In der Interview-Parodie mimte Dittrich Fußballfunktionär Franz Beckenbauer, der sich den Fragen von Moderator Harald Schmidt stellte. Das 20-minütige Werk entstand in pseudo-dokumentarischem Rahmen im Hotel Atlantic. Für die parodistische Darstellung und Dekonstruktion der Medienfigur Beckenbauer wurde Dittrich in der Kategorie Unterhaltung Spezial für den Adolf-Grimme-Preis 2007 nominiert. Deutsche Tageszeitungen werteten Dittrichs Darbietung als „glückliche Symbiose“ und bezeichneten ihn unter anderem als „wahren Kaiser“. (Siehe auch 2015 weiter unten.)
Ab November 2007 trat der Komödiant in Werbespots für die Elektromarkt-Kette Media Markt auf. Dabei spielte er in Mehrfachrollen die laut Werbeslogan „härtesten Kunden“ des Unternehmens, indem er verschiedene gesellschaftliche Milieus prototypisch und überzeichnet darstellte. Anlässlich der Fußball-Europameisterschaft 2008 produzierte Media Markt vier gesonderte Werbespots mit der fiktiven Figur „Toni“, die mit Sonnenbrille, Goldkette und Drei-Tage-Bart einen Italiener karikieren sollte. Einer dieser Spots lehnte satirisch an den Schiedsrichter-Bestechungsskandal im italienischen Profi-Fußball an, der 2006 zu einem Zwangsabstieg von Juventus Turin führte. Die italienischen Tageszeitungen Corriere della Sera und La Repubblica äußerten daraufhin Kritik und bezeichneten die Werbespots als extrem klischeebehaftet. Als Kompromiss stellte Media Markt die Ausstrahlung des satirischen Schiedsrichter-Spots ein.
Von 2003 bis 2011 nahm Olli Dittrich als Mitglied des Rateteams an mehr als 40 Ausgaben der Improvisationscomedy-Sendung Genial daneben teil.
Unter dem Titel Ein Mann hat viele Gesichter veröffentlichte er 2007 eine DVD-Sammlung, die Auszüge aus seiner Schaffensperiode von 1987 bis 2007 zeigt.

#### Mockumentarys seit den 2010er Jahren
Im ARD-Fernsehfilm Carl & Bertha, der das Leben der Automobilpioniere Bertha und Carl Benz thematisiert, übernahm Dittrich 2011 die Rolle des Konkurrenten Gottlieb Daimler. An der Seite von Katja Riemann verkörperte er im selben Jahr einen 33-jährigen Musiker und Lebenskünstler, einen 61-jährigen Fahrlehrer, einen libanesischen Imbissbetreiber, einen 70-jährigen Yogi und den Chef einer Werbeagentur in der Kinoproduktion Die Relativitätstheorie der Liebe. Für die Darstellung der fünf Charaktere wurde Dittrich für den Deutschen Schauspielerpreis nominiert. In Zusammenarbeit mit der Autorin Anne Ameri-Siemens veröffentlichte Dittrich im März 2011 seine Autobiografie Das wirklich wahre Leben, eine Verknüpfung von Interviews und selbst verfassten Anekdoten. Das Buch entwickelte sich zu einem Bestseller. Mit einer Kombination aus Lesung und Erzählungen aus dem Stegreif bestritt er unter dem Titel Das wirklich wahre Leben 2012 eine bundesweite Tournee durch mehr als 30 Städte.
Von September 2011 bis zur Absetzung der Sendung Anfang Mai 2012 war Olli Dittrich wiederkehrend „Überraschungsgast“ in der Harald Schmidt Show. Nach dem Wechsel von Harald Schmidt zu Sky Deutschland im September 2012 gehörte er erneut als Sidekick zum Team der Sendung.
Am 6. Mai 2013 wurde Dittrichs 30-minütiges Frühstücksfernsehen in der ARD ausgestrahlt, eine Parodie auf die Morgenmagazine. Dieses Unikat war Auftakt zu einem auf ursprünglich sieben Episoden angelegten Zyklus an Persiflagen auf deutsche TV-Genres, die Dittrich zusammen mit „Beckground-TV“ für den WDR produzierte. Hier ist er in Kurzreportagen in neun Rollen zu sehen, außerdem als Studiomoderator. Co-Moderatorin ist Cordula Stratmann. Cameo-Auftritte von Lothar Matthäus, Thorsten Fink, Reinhold Beckmann, Hellmuth Karasek und Ben Becker sind zu sehen.
Am 27. Dezember 2014 folgte mit Das TalkGespräch, einer Parodie auf deutsche Talkshows, Teil 2 des Zyklus. Durch die weltweit nur fünf Mal existierende Spezial-Kameratechnik „MotionControl“ wurde es möglich, dass Dittrich, der alle Talkgäste spielt, diese auch in beweglichen Kameraeinstellungen wie z. B. Kranfahrten oder Schwenks gleichzeitig zeigen und interagieren lassen konnte. Hierfür wurden die von Dittrich in weit über hundert einzelnen Einstellungen aufgenommenen Takes später im Rechner zusammengesetzt. Zudem wurden zu jedem der Talkgast-Figuren aufwändige Einspielfilme angefertigt. Die Moderatorin wurde von Cordula Stratmann gespielt. Cameo-Auftritte gab es von Tobias Künzel, Marius Müller-Westernhagen, Peer Steinbrück, Jan Josef Liefers und Leander Haußmann.
Teil 3 widmet sich dem Genre Dokumentation. Am 4. Juni 2015 strahlte Das Erste Dittrichs Fernseh-Satire Schorsch Aigner – Der Mann, der Franz Beckenbauer war aus. In einer Collage aus Archivmaterial, Aussagen echter Zeitzeugen und dem Interview mit Hans-Georg „Schorsch“ Aigner (Olli Dittrich) und dessen Frau (Carolin Fink) enthüllt diese Mockumentary, dass Franz Beckenbauer fast fünfzig Jahre lang einen Doppelgänger für sich im Einsatz hatte. Co-Autor und Co-Regisseur war der Dokumentarist Tom Theunissen. Cameo-Auftritte gab es von Guido Buchwald, Anthony Baffoe, Dieter Kürten, Jörg Wontorra, Ralph Siegel und Uwe Seeler. Die Resonanz in den Kritiken war positiv.
Im Oktober 2015 wurde kurzfristig Teil 4 des Zyklus, eine Ergänzungsfolge als Reaktion auf die Spiegel-Recherchen zur WM-Vergabe 2006 produziert, und am 5. November 2015 unter dem Titel Das FIFA-Märchen: Fragen an Schorsch Aigner – Der Mann, der Franz Beckenbauer war in der ARD ausgestrahlt. Dittrich als Schorsch Aigner entlastet darin im Gespräch mit Tom Theunissen Franz Beckenbauer von jeglicher Verantwortung für die ungeklärte Zahlung über 6,7 Millionen Euro des DFB an die FIFA.
Im fünften Teil der Zyklus-Reihe tritt Dittrich als Außenreporter Sandro Zahlemann in Erscheinung, der vom Leipziger Hauptbahnhof berichtet, wo eine hochkarätige Auslandsdelegation erwartet wird, um einen milliardenschweren Wirtschaftsvertrag zu verkünden. Die Spezialfolge Der Sandro-Report: Zahlemann live ist in einer einzigen Kameraeinstellung gedreht worden und wurde am 7. Januar 2016 im Ersten ausgestrahlt. Claus Weselsky hatte einen Cameo-Auftritt.
Teil 6 des Zyklus, Selbstgespräche mit Konstantin Pfau (29. Dezember 2016, Das Erste), widmet sich den intellektuellen Talkformaten des Fernsehens. Hier stellt sich in drei Einzelgesprächen jeweils ein Gast dem Moderator in kühl reduziertem Studiosetting. Dittrich spielt neben dem eitlen Gastgeber Konstantin Pfau die Gäste Youssef al Bustani, Michael Trevor Pitchford und Jörn-Philipp Echternach, die zu besonderen Themen des abgelaufenen Jahres (Integration, Brexit, Türkei) Rede und Antwort stehen. Das Besondere in der Herangehensweise war, dass Dittrich seine Figuren mit Lebenslauf, biografischen Details sowie Fakten zum aktuellen Anlass seines Besuchs ausstattete, diese Informationen einem Interviewer übergeben wurden und dieser zunächst die Befragung frei durchführte, also ohne Drehbuch oder Absprachen. Ziel war es, Authentizität und atmosphärische Gesprächsdichte zu erreichen, mit allen spontanen Nachfragen und Überraschungen. Parallel wurden während der Aufnahmen die Fragestellungen des Interviewers transkribiert, Dittrich vollzog diese dann am letzten Drehtag in der Figur seines Moderators frei nach. Die Aufnahmen aller vier Figuren wurden dann später im Schneideraum zusammengesetzt. Erneut kam hierbei auch das Motion-Control-Verfahren zum Einsatz, um die typische Bildsprache dieser Formate zu imitieren. Dittrich konnte dadurch auch in sich bewegenden Kameraeinstellungen, etwa langsamen Vorbeifahrten, Schwenks oder Zooms, mit sich selbst agieren. Die fertigen 1:1-Gespräche wurden nicht vollständig und nacheinander gezeigt, sondern episodisch, in Schachtelbauweise. In einem kurzen Einspielerfilm hat Til Schweiger einen Cameo-Auftritt.
In der 7. Ausgabe seines TV-Zyklus widmet sich Dittrich als Autor, Darsteller und Regisseur mit Der Meisterreporter – Sigmar Seelenbrecht wird 81 (15. Juni 2017, Das Erste) der klassischen „TV-Hommage“, der dokumentarischen Würdigung einer populären Person. Hier: dem Archetypen des Film- und TV-Journalisten, der über Jahrzehnte die Geschichte und Entwicklung des Fernsehjournalismus als Pionier mitgeprägt hat. Zahlreiche seiner investigativen Coups, Interviews mit Größen der Weltpolitik oder Enthüllungs-Reportagen dokumentieren in Ausschnitten Seelenbrechts Arbeit über einen Zeitraum von über 50 Jahren. Seelenbrecht selbst kommentiert diese Sequenzen, heute (2017) 81-jährig, in einem Interview mit Tom Theunissen (Co-Regisseur) und bildet damit den roten Faden des Formates. (Co-Autor: Claudius Pläging) Hierfür sehen wir Olli Dittrich als Sigmar Seelenbrecht in sechs verschiedenen Altersstufen – vom ehrgeizigen, dreißigjährigen Jungjournalisten, noch in unscharfen schwarz/weiß-Bildern, als Kommentator beim Bericht aus Bonn der 70er oder den Tagesthemen der 80er und 90er Jahre bis hin zum heutigen Grandseigneur der Szene, der mit 81 Jahren zurückblickt. Die Sendung spielt mit mehreren Ebenen: mit kuriosen Umdeutungen geschichtlicher Events, mit einer humorvollen, zugleich aber auch kritischen Auseinandersetzung zum Thema Fake-News. Mit den Verwandlungen von Olli Dittrich in der 6fach-Rolle des Sigmar Seelenbrecht: EINE schillernde Figur, gealtert über fünf Jahrzehnte, beginnend mit den späten 60er Jahren. Mit Cameo-Auftritten und Kommentaren zur Person Seelenbrecht von Andreas Englisch, Giovanni di Lorenzo, Ulrich Wickert, Anne Will, Hajo Seppelt, Klaus-Peter Thaler, Ulrich Deppendorf, Günther Jauch und Matthias Brandt. Ziel war es, absolute Glaubwürdigkeit der tatsächlichen Existenz des „Meisterreporters“ Seelenbrecht zu erzeugen und erfundene Historien zu kolportieren. Durch die perfekten Masken, den authentischen Look und Tonfall des gefälschten, mit Original-Ausschnitten verwobenen Materials und den Statements real existierender, prominenter Persönlichkeiten konnte dies erreicht werden. Diese Mixtur sollte darüber hinaus auch die Gelegenheit bieten, einen parodistischen Blick auf die Entwicklung des Fernsehjournalismus der vergangenen Jahrzehnte zu werfen.
Im 8. Teil Trixie Wonderland – Weihnachten mit Trixie Dörfel (21. Dezember 2017, Das Erste) arbeitet Olli Dittrich erneut mit Tom Theunissen und Producer Marcus Foag (beide Co-Regie) sowie mit Claudius Pläging (Co-Autor) zusammen. Das 30-minütige Format vereint in der Parodie die Machart öffentlich-rechtlicher Weihnachts-Specials mit dem aufgepeppten Hochglanzlook von Promi-Boulevard-Magazinen der privaten TV-Sender. Im Mittelpunkt steht die fiktive 60-jährige Schauspielerin und Sängerin Trixie Dörfel, die bereits in Dittrichs Talkshow-Parodie Das TalkGespräch in Erscheinung trat. Die österreichische Mimin empfängt in ihrem weihnachtlich geschmückten Haus in München-Bogenhausen den Volksmusikstar Stefanie Hertel, der als prominente Gastreporterin durch das Format führt. Dörfel plaudert mit ihr über persönliche Vorlieben zum Weihnachtsfest, über Back- und Kochrezepte, originelle Kleidung für den heiligen Abend oder gibt Diät- und Kosmetiktips, begleitet vom Anpreisen ihrer eigenen Produktlinie „triXiebzehn“. Zudem spricht sie über Privates: über ihre Gemäldesammlung von Christine Neubauer, über ihren „zweiten und vierten“ Ehemann, den Regisseur Peter Pudl, über ihre Filme („Das brennende Klassenzimmer“, „Herr Pastor drückt ein Auge zu“) sowie über ihre zahlreichen Auszeichnungen, wie den „Goldenen Löffel der Stadt Bad Hersfeld“ oder den „Bambi“ in der Kategorie „Nächstenliebe“. Diesen erhielt die Dörfel für eine Episode aus der Reihe „Klinikparadies“, in der sie in der Rolle der Dr. Isabell Jacobi einen Flüchtling pro bono behandelt und eine drohende Bein-Amputation abwendet. Hierzu wurde die entscheidende Filmszene im Stil vergleichbarer Krankenhaus-Soaps gedreht und in das Magazin integriert, ebenso ein Ausschnitt aus Dörfels Dankesrede unter Tränen bei der Bambi-Verleihung. In verschiedenen Sequenzen sehen wir Trixie Dörfel zudem, wie sie für ihre eigene Charity „WWF – World Waschbär Fun“ (Motto: „Helfen und Spaß dabei“), die sich für das Umsiedeln von Waschbären aus Brandenburg, Hessen und Sachsen-Anhalt in ein von ihr gebautes Camp nach Bayern einsetzt, die Werbetrommel rührt.
Die einzelnen thematischen Kapitel des Magazins werden begleitet von sechs Clip-artigen Vollplayback-Sequenzen, in denen Trixie Dörfel aus ihrem gleichnamigen aktuellen Weihnachtsalbum „Trixie Wonderland“ opulent produzierte Weihnachtslieder zum Besten gibt. Höhepunkt am Ende der Sendung ist ein echter Live-Auftritt mit Orchester in der MDR-Sendung „Die große Show der Weihnachtslieder – präsentiert von Stefanie Hertel“.
Folge 9 Trixie Nightmare – Der tiefe Fall der Trixie Dörfel (20. Dezember 2018, Das Erste) ist eine tragisch-heitere Fortsetzung der Trixie-Dörfel-Persiflage auf den Boulevard-Journalismus und die heile Welt des volkstümlichen Schlagers, die in diesem Teil zerbricht.
Im Mittelpunkt von Folge 10 FRUST – Das Magazin stehen die Schicksale prominenter und unbekannter Menschen. Moderator Sören Lorenz (bekannt aus Folge 1 Frühstücksfernsehen) präsentiert ihre packenden Geschichten abseits des schillernden Promi-Glamours. Investigativ, ungeschönt und am Puls der Zeit.
Folge 11 House of Trumps beschäftigt sich mit Donald Trump. Dabei schlüpft Olli Dittrich in die Rolle des deutschen Trump-Cousins Peter Trump, der von Günther Jauch interviewt wird.
In Folge 12 Ich war Angela Merkel: Das Zahlemann Protokoll gerät der Reporter Sandro Zahlemann durch ein Versehen an die ehemalige Handynummer von Kanzlerin Angela Merkel. So chattet er unter anderem mit Franziskus, Bastian Schweinsteiger, Wolfgang Bosbach und Horst Lichter. Er nimmt anschließend Einfluss auf die gemeinsame Kanzlerkandidatur der CDU/CSU für die Bundestagswahl 2021 und setzt Armin Laschet als Kanzlerkandidaten durch, weil er mit Markus Söder einen längeren Konflikt wegen einer Damenbekanntschaft hegte. Die Episode endet mit seiner Enttarnung, dem Versuch, in einem Gespräch mit Robin Alexander bei der Welt unterzukommen sowie einem Entschuldigungsbrief an Angela Merkel.
Die 13. Folge ist als Persiflage einer True-Crime-Doku angelegt. Ein journalistisches Investigativ-Team geht auf Spurensuche in Sachen FIFA, Korruption und WM-Vergabe. In einem unscheinbaren Schweizer Provinzort stößt man dabei auf die schillernde Figur Leo Marchetti, den mutmaßlichen Friseur von FIFA-Boss Gianni Infantino und zugleich dessen Geldbote.
| Teil | Titel                                                                             | Erstausstrahlung | Co-Darsteller                     | Cameo-Auftritt |
| ---- | --------------------------------------------------------------------------------- | ---------------- | --------------------------------- | --- |
| 1    | Frühstücksfernsehen                                                               | 06.05.2013       | Cordula Stratmann                 | Ben Becker, Reinhold Beckmann, Thorsten Fink, Hellmuth Karasek, Lothar Matthäus                                                                          |
| 2    | Das TalkGespräch                                                                  | 27.12.2014       | Cordula Stratmann                 | Jan Josef Liefers, Peer Steinbrück, Leander Haußmann, Tobias Künzel, Marius Müller-Westernhagen                                                          |
| 3    | Schorsch Aigner – Der Mann, der Franz Beckenbauer war                             | 04.06.2015       | Carolin Fink                      | Guido Buchwald, Anthony Baffoe, Dieter Kürten, Jörg Wontorra, Ralph Siegel und Uwe Seeler                                                                |
| 4    | Das FIFA-Märchen: Fragen an Schorsch Aigner – Der Mann, der Franz Beckenbauer war | 05.11.2015       | Carolin Fink                      | - |
| 5    | Der Sandro-Report: Zahlemann live                                                 | 07.01.2016       | -                                 | Claus Weselsky |
| 6    | Selbstgespräche mit Konstantin Pfau                                               | 29.12.2016       | -                                 | Til Schweiger |
| 7    | Der Meisterreporter – Sigmar Seelenbrecht wird 81                                 | 15.06.2017       | -                                 | Andreas Englisch, Giovanni di Lorenzo, Ulrich Wickert, Anne Will, Hajo Seppelt, Klaus-Peter Thaler, Ulrich Deppendorf, Günther Jauch und Matthias Brandt |
| 8    | Trixie Wonderland – Weihnachten mit Trixie Dörfel                                 | 21.12.2017       | Stefanie Hertel                   | - |
| 9    | Trixie Nightmare – Der tiefe Fall der Trixie Dörfel                               | 20.12.2018       | Cordula Stratmann, Nadja Bobyleva | Iris Berben, Howard Carpendale, Stefanie Hertel, Jan Josef Liefers, Barbara Schöneberger, Peter Zwegat                                                   |
| 10   | FRUST – Das Magazin                                                               | 19.12.2019       | -                                 | Andreas Kieling, Marius Müller-Westernhagen, Axel Schulz, Ranga Yogeshwar                                                                                |
| 11   | House of Trumps – Peter, ein deutsches Geheimnis                                  | 17.12.2020       | Günther Jauch                     | - |
| 12   | Ich war Angela Merkel: Das Zahlemann Protokoll                                    | 29.12.2021       |                                   | Caren Miosga, Robin Alexander, Tom Buhrow, Wolfgang Bosbach, Horst Lichter                                                                               |
| 13   | Infantinos Friseur – Leo Marchetti und die FIFA-Milliarden                        | 14.11.2022       |                                   | Sheldon Edwards, Torsten Frings, Marcel Reif |

Bühne

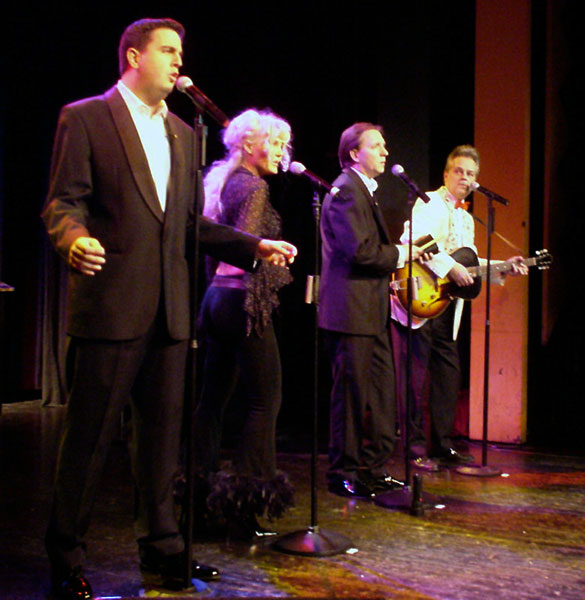
Bastian Pastewka, Susi Frese, Olli Dittrich und Ralf Hartmann

In Zusammenarbeit mit Komiker Bastian Pastewka sowie Musicalsängerin Susi Frese und Gitarrist Ralf Hartmann entwickelte Dittrich 2002 ein Bühnenprogramm, das das Quartett in den Jahren 2003 und 2004 in alle Teile Deutschlands führte. Während ihrer Auftritte präsentierten sie musikalische Parodien sowie komödiantische Duo- und Soloeinlagen, in denen Dittrich auch in die Rollen von Dittsche und Mike Hansen schlüpfte. Seit 2005 zeigt er anhand der Spielvorlagen des von ihm geschätzten Aufspürers sozialer Situationen Heino Jaeger weitere Facetten seiner Menschendarstellung und erinnert im Rahmen öffentlicher Lesungen und Hommagen wiederkehrend an den 1997 verstorbenen Satiriker. Seit 2014 geschieht dies regelmäßig an jedem Ostermontag in der Kulturkirche St. Johannis in Hamburg-Altona.

### Musik

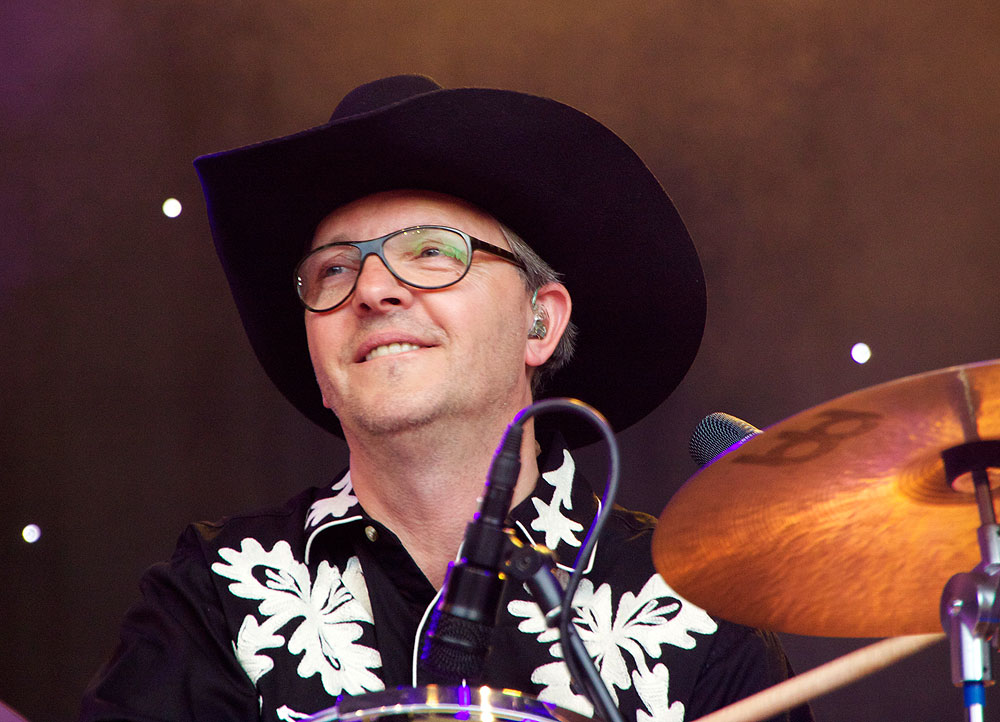
Olli Dittrich bei Texas Lightning (2011)

Parallel zu seiner Tätigkeit für Film und Fernsehen ist Dittrich seit 2005 als Schlagzeuger in der von Jon Flemming Olsen gegründeten Country-Band Texas Lightning aktiv. Sein dortiger Spitzname lautet Ringofire. Der Veröffentlichung des Albums Meanwhile, Back at the Ranch und der Single Like a Virgin folgten mehrere Konzerttourneen durch Deutschland. Nachdem sich die Band bei der deutschen Vorausscheidung durchgesetzt hatte, nahm sie mit dem Titel No No Never am Eurovision Song Contest 2006 teil. Dort belegte Texas Lightning den 15. Platz bei 24 Teilnehmern. Die Single hielt sich indes mehrere Wochen an der Spitze der deutschen Charts und erzielte Platin-Status. Mit einer Chartnotierung von insgesamt 38 Wochen führt No No Never die Hitliste der bislang erfolgreichsten Eurovisionssongs in Deutschland seit 1959 an. Das Album wurde mit Gold ausgezeichnet.
Am 17. Oktober 2008 wurde Olli Dittrichs Soloalbum 11 Richtige bei dem zur Universal Music Group gehörenden Label X-Cell Records veröffentlicht. Die auf der CD enthaltenen Lieder bewegen sich musikalisch im Chanson- und Schlagergenre. Gemeinsam mit Co-Produzent Stephan Gade, Tonmeister Manfred Faust-Senn und Orchesterarrangeur Peter Hinderthür arbeitete Olli Dittrich fast ein Jahr an dem komplexen Werk, an dem bis zu 60 Orchestermusiker beteiligt waren. Texte und Kompositionen stammen fast ausschließlich aus Dittrichs Feder. Anke Engelke und Judith Rosmair wirkten als Duettpartnerinnen mit, David Garrett ist in einem Song als Soloviolinist zu hören.

### Privatleben
Olli Dittrich, der sich selbst als „Menschendarsteller“ bezeichnet, lebt in Hamburg-Eppendorf. Er ist Vater von Jonathan Henrich, der sich auch als Musiker betätigt. Seit früher Jugend ist er Fan des Fußballsports, insbesondere von Uwe Seeler und dem HSV. Zu seinen musikalischen Vorbildern zählen unter anderem Elton John und Udo Jürgens, zu seinen komödiantischen der Satiriker Heino Jaeger und der Humorist Loriot, mit dem er bis zu dessen Tod auch in persönlichem Kontakt stand. Für Dittrichs Autobiografie Das wirklich wahre Leben verfasste Loriot das Vorwort. Dittrich hingegen formulierte den Begleittext für die Musik-Kompilation Elton John: Greatest Hits 1972–2002.

## Filmografie
- 1991: Bonings Bonbons
- 1993–1998: RTL Samstag Nacht (Fernsehshow)
- 1997: Der Neffe
- 1998: Das magische Schwert – Die Legende von Camelot (Stimme von Flamme)
- 1999: Frau Rettich, die Czerni und ich
- 1999: Late Show
- 2000: Olli, Tiere, Sensationen
- 2001: Blind Date (Fernsehserie)
- 2003–2011, 2018: Genial daneben – Die Comedy Arena (Fernsehshow, Gastauftritte)
- 2004–2021: Dittsche – Das wirklich wahre Leben (Fernsehserie)
- 2004: Stauffenberg
- 2004: Der WiXXer
- 2006: 7 Zwerge – Der Wald ist nicht genug
- 2006: Harald Schmidt Spezial – Was tun, Herr Beckenbauer?
- 2009: Same Same But Different
- 2009: Pastewka (Fernsehserie, Folge: Die WG)
- 2010: Otto’s Eleven
- 2010: Nachtschicht – Ein Mord zu viel
- 2011: Carl & Bertha
- 2011: Die Relativitätstheorie der Liebe
- 2013: König von Deutschland
- 2013: Frühstücksfernsehen (mit Cordula Stratmann)
- 2013: Buddy
- 2014: Das TalkGespräch (mit Cordula Stratmann)
- 2015: Schorsch Aigner – Der Mann, der Franz Beckenbauer war (mit Carolin Fink)
- 2015: Das FIFA-Märchen: Fragen an Schorsch Aigner – Der Mann, der Franz Beckenbauer war (mit Carolin Fink)
- 2015, 2018, 2019: Jennifer – Sehnsucht nach was Besseres (Fernsehserie)
- 2016: Der Sandro-Report: Zahlemann live
- 2016: Selbstgespräche – mit Konstantin Pfau[48]
- 2017: Der Meisterreporter – Sigmar Seelenbrecht wird 81[49][50]
- 2017: Trixie Wonderland – Weihnachten mit Trixie Dörfel[51]
- 2018: Trixie Nightmare – Der tiefe Fall der Trixie Dörfel
- 2019: Frust – Das Magazin
- 2020: House of Trumps – Peter, ein deutsches Geheimnis
- 2021: Ich war Angela Merkel: Das Zahlemann Protokoll
- 2022: Der Räuber Hotzenplotz
- 2022: Strafe – Ferdinand von Schirach, Folge Das Seehaus
- 2023: Infantinos Friseur – Leo Marchetti und die FIFA-Milliarden
- 2024: Zwei zu eins – Filmkomödie

## Diskografie

### Alben
- 1989: Modern Guy (als TIM)
- 1992: Ein Abend wie früher! / Schuld war nur der Bossa Nova (mit Susis Schlagersextett)
- 2008: 11 Richtige (als Olli Dittrich)

### Singles
- 1977: Ich bin 18 (als Oliver Dittrich)
- 1977: Wer hat die Kokosnuss geklaut? (als Die Affenbande)
- 1978: Red Hot (als Olli & Ulf)
- 1982: Flipper (als Der kleine Olmidi und seine Freunde)
- 1989: Happy New Year (als TIM)
- 1989: Tracey Lee (als TIM)

### Hörbücher und Hörspiele
- Puppenmord von Tom Sharpe, Patmos audio 2005, 4 CDs, ISBN 978-3-491-91273-1
- Was denkst du? von Kati Naumann, Random House Audio, 3 CDs, ISBN 978-3-89830-313-2
- Das wirklich wahre Leben von Olli Dittrich und Anne Ameri-Siemens, Osterwoldaudio, 2011, 4 CDs, ISBN 978-3-86952-080-3
- Die drei ??? – Folge 150 Geisterbucht (als Sergeant Madhu), Europa (Sony Music), 2011, 3 CDs[53]

### DVD
- 2007: Ein Mann hat viele Gesichter, Universal Pictures, 2 DVDs

## Auszeichnungen
TV und Medien
- 1994: Bayerischer Fernsehpreis für RTL Samstag Nacht
- 1994: Bambi für RTL Samstag Nacht
- 1995: Adolf-Grimme-Preis „Spezial“ für Zwei Stühle – Eine Meinung (RTL Samstag Nacht), zusammen mit Wigald Boning
- 1995: Goldene Romy (Österreich) für RTL Samstag Nacht
- 1996: Goldener Löwe für RTL Samstag Nacht
- 2003: Bayerischer Fernsehpreis für Blind Date
- 2003: Adolf-Grimme-Preis mit Gold für Blind Date (mit Anke Engelke)
- 2004: Deutscher Fernsehpreis für Dittsche – Das wirklich wahre Leben
- 2005: Adolf-Grimme-Preis mit Gold für Dittsche – Das wirklich wahre Leben
- 2007: DVD-Award für Dittsche – Das wirklich wahre Leben
- 2008: Radio Regenbogen Award – Kategorie „Beste Comedy“
- 2009: Goldene Kamera – Kategorie „Beste Unterhaltung“
- 2010: Göttinger Elch – Gesamtwerk
- 2011: Bremen 4 Comedy-Preis – Ehrenpreis
- 2013: Gewinner des Ehrenpreises Das große Kleinkunstfestival der Wühlmäuse
- 2015: Tegtmeiers Erben – Ehrenpreis
- 2016: Adolf-Grimme-Preis in der Kategorie „Unterhaltung/Spezial“ für Schorsch Aigner – Der Mann, der Franz Beckenbauer war
- 2016: Bayerischer Fernsehpreis als Autor und Darsteller von Schorsch Aigner – Der Mann, der Franz Beckenbauer war (ARD)
- 2017: Deutscher Comedypreis in der Kategorie „Bester Schauspieler/beste Schauspielerin“ für Selbstgespräche mit Konstantin Pfau und Der Meisterreporter – Sigmar Seelenbrecht wird 81
- 2018: Deutscher Comedypreis in der Kategorie „Beste Sitcom“ für Jennifer – Sehnsucht nach was Besseres (Ensemblemitglied)
- 2019: Prix Pantheon, Sonderpreis Reif & Bekloppt
- 2019: Deutscher Comedypreis in der Kategorie Beste Parodie/Sketch-Show für Trixie Nightmare – Der tiefe Fall der Trixie Dörfel
- 2021: LEA-Award (Live Entertaining Award) für Dittsche – Live & Solo in der Kategorie „Beste Bühnenshow 2019/2020“
- 2022: Blauer Panther – TV & Streaming Award (ehem. Bayerischer Fernsehpreis) in der Rubrik Entertainment für die Verkörperung der Figur Sandro Zahlemann in Dittrichs Mockumentary „Ich war Angela Merkel – Das Zahlemann-Protokoll“

Musik
- 1995: Echo in der Kategorie „Comedy“ für Die Doofen
- 1995: Comet in der Kategorie „Comedy“ für Die Doofen
- 1995: Goldene Europa für Die Doofen
- 1995: Goldene Stimmgabel für Die Doofen
- 1995: Bambi für Die Doofen
- 1996: Golden Reel Award (USA) für Die Doofen
- 1995–1996: 7 Gold- und Platinauszeichnungen für Die Doofen
- 2005–2006: 5 Country Music-Awards (diverse Kategorien) für Texas Lightning
- 2006: 3 Gold- und Platinauszeichnungen für Texas Lightning

Nominierungen
- 2002: Adolf-Grimme-Preis in der Kategorie „Unterhaltung“ für Blind Date1
- 2007: Adolf-Grimme-Preis in der Kategorie „Unterhaltung Spezial“ für die parodistische Darstellung und Dekonstruktion der Medienfigur Beckenbauer
- 2008: Adolf-Grimme-Preis in der Kategorie „Unterhaltung“ für Dittsche – Das wirklich wahre Leben
- 2012: Deutscher Schauspielerpreis in der Kategorie „Männliche Hauptrolle“ für Die Relativitätstheorie der Liebe
- 2012: Jupiter Award in der Kategorie „Best German Actor“ für Die Relativitätstheorie der Liebe
- 2013: Deutscher Fernsehpreis in der Kategorie „Beste Comedy“ für Frühstücksfernsehen
- 2014: Preis der deutschen Filmkritik in der Kategorie „Bester Darsteller“ für König von Deutschland
- 2014: Jupiter Award in der Kategorie „Best German Actor“ für König von Deutschland
- 2014: Adolf-Grimme-Preis in der Kategorie „Unterhaltung“ für Frühstücksfernsehen
- 2015: Adolf-Grimme-Preis in der Kategorie „Unterhaltung“ für Das TalkGespräch
- 2016: Deutscher Fernsehpreis in der Kategorie „Beste Comedy“ für Schorsch Aigner – Der Mann, der Franz Beckenbauer war
- 2017: Adolf-Grimme-Preis in der Kategorie „Unterhaltung“ für Der Sandro-Report – Zahlemann live
- 2018: Adolf-Grimme-Preis in der Kategorie „Unterhaltung“ für Trixie Wonderland – Weihnachten mit Trixie Dörfel
- 2018: Rose d’Or in der Kategorie „Comedy“ für Trixie Wonderland – Weihnachten mit Trixie Dörfel
- 2018: Deutscher Comedypreis in der Kategorie „Beste Parodie/beste Sketcheshow“ für Trixie Wonderland – Weihnachten mit Trixie Dörfel
- 2019: Adolf-Grimme-Preis in der Kategorie „Unterhaltung“ für Trixie Nightmare – Der tiefe Fall der Trixie Dörfel
- 2021: Deutscher Comedypreis in der Kategorie „Beste Satire“ für Dittsche – Das wirklich wahre Leben